# Morganita
La morganita, también conocida como berilo rosa o berilo cesiano es una variedad de berilo de color naranja o rosa, además de una piedra preciosa. Se puede encontrar en minas de Brasil, Afganistán, Mozambique, Namibia, Estados Unidos y Madagascar.
Esta piedra preciosa ha ido ganando popularidad desde 2010. La revista Brides y la CNN han listado a la morganita como posible alternativa al diamante en los anillos de boda.

## Etimología
La denominación morganita deriva de J.P Morgan, empresario y coleccionista de arte estadounidense. La morganita se conoce también como berilo rosa, esmeralda rosa y berilio cesiano (caesiano).

## Características
El color rosa de la morganita se atribuye a los iones Mn2+. La piedra preciosa presenta además un pleocroísmo, es decir, su color rosa se acentúa si la piedra se observa por debajo de su eje cristalográfico. 
En comparación con la esmeralda, la morganita carece de inclusiones o fracturas, lo que la hace más duradera.

## Historia
Piedras de morganita de buen color y tamaño fueron descubiertas por primera vez en 1910 en una isla alejada de la costa de Madagascar. Fue también encontrada, junto a otras piedras preciosas como turmalina o espodumena, en Pala, California. En diciembre de 1910, la Academia de Ciencias de Nueva York bautizó a la variedad rosa del berilo como morganita, derivado del empresario J. P. Morgan.
El 7 de octubre de 1989, uno de los mayores especímenes de morganita jamás encontrado, después llamada "La rosa de Maine", fue hallada en la Cantera de Bennett en Buckfield, Maine, Estados Unidos. La gema, originalmente con matices anaranjados, medía 23 centímetros de largo y 30 de ancho, pesando junto a su matriz algo más de 23 kilogramos.
Antes de 2011, la morganita era desconocida en la mayor parte de joyerías. Actualmente, la piedra preciosa ha ganado popularidad.

## Valor y popularidad
Según una encuesta de 2017[cita requerida], la morganita es la segunda piedra sin diamante más popular, después del zafiro. Un solo quilate de morganita puede llegar a valer 300 dólares (275 euros).
La morganita es uno de los miembros más raros de la familia del berilo, solo por detrás del berilo rojo. Debido a la escasez de morganita, especialmente de aquellas piedras de alta calidad, suelen estar entre las rocas más caras por quilate. Aquellos ejemplares con tonalidades de rosa más fuertes tienden a ser las más valoradas.